# Allobates gasconi
Allobates gasconi (synoniem: Colostethus gasconi) is een kikkersoort uit de familie van de Aromobatidae. De wetenschappelijke naam van de soort is voor het eerst geldig gepubliceerd in 2002 door Victor Morales.
Over de soort is zeer weinig bekend. Deze soort is bekend uit de staten Acre en Amazonas en langs de rivier de Juruá, in Brazilië, en leeft op een hoogte van 100 tot 250 meter boven zeeniveau. A. gasconi leeft in het regenwoud. Zij legt haar eieren op het land, en de larven worden vervolgens door de ouders naar rivieren gebracht waar ze verder ontwikkelen.